# Факоліт (геологія)

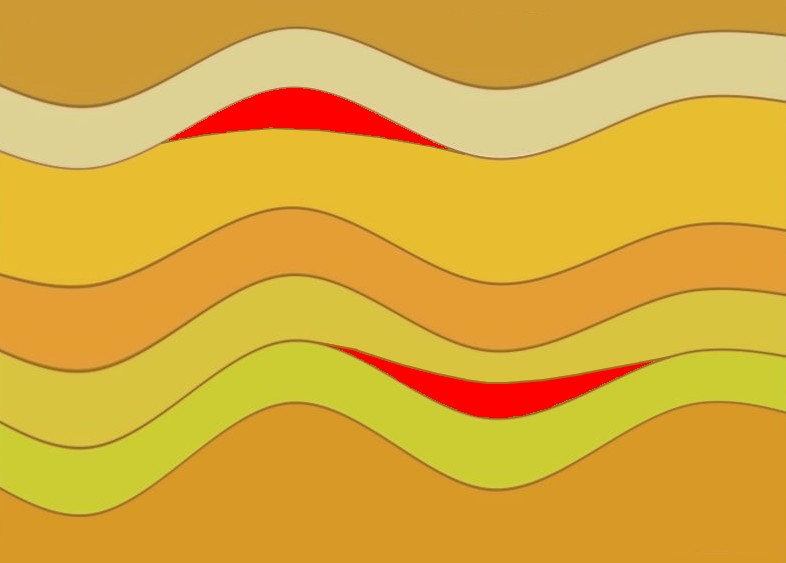
Факоліт

Факолі́т (рос. факолит, англ. phacolith, phacolite; нім. Phacolit m, Phakolith m) — невелике безкореневе інтрузивне тіло лінзоподібної форми, яке залягає у склепінні антиклінальної або в мульді синклінальної складки узгоджено з вмісними породами. Утворюється внаслідок заповнення магматичним розплавом відкритих порожнин, що виникають у процесі складкоутворення. Факоліти характерні для офіолітових (альпінотипних) ультраосно́вних інтрузій. 